# Sukhoi Su-17 (1949)
Sukhoi Su-17 (Aircraft R) là một mẫu thử nghiệm máy bay chiến đấu của Liên Xô trong cuối những năm 1940 và đầu những năm 1950. Cái tên Su-17 sau này còn được sử dụng lại cho loại máy bay tiêm kích-ném bom hoàn chỉnh khác là Sukhoi Su-17.

## Phát triển
Su-17 được thiết kế gần với các tính toán lý thuyết cho tốc độ siêu âm của TsAGI. Máy bay này có cánh cụp góc 50° kết hợp với phanh khí và những điều khiển. Một đặc tính duy nhất là thêm vào một ghế phóng, toàn bộ phần mũi có thể tách ra từ phần còn lại của khung máy bay. Dự án bị hủy bỏ và không một chuyển bay nào được thực hiện vì những khó khăn trong việc phát triển động cơ phản lực.

## Thông số kỹ thuật (Su-17 theo thiết kế)
Dữ liệu Shavrov
xxxx300px|phải]]

### Đặc điểm riêng
- Phi đoàn: 1
- Chiều dài: 15.25 m (50 ft 0 in)
- Sải cánh: 9.95 m (32 ft 8 in)
- Chiều cao: N/A
- Diện tích : 27.5 m² (296 ft²)
- Trọng lượng rỗng: 6240 kg (13.760 lb)
- Trọng lượng cất cánh: 7390 kg (16.290 lb)
- Động cơ: 1× động cơ phản lực Lyulka TR-3, 45.1 kN (10.135 lbf)

### Hiệu suất bay
- Vận tốc cực đại: 1.152 km/h (622 knots, 716 mph, Mach 1.07) trên 10.000 m (32.800 ft)
- Tầm bay: 1080 km (585 nm, 670 mi)
- Trần bay: 14.500 m (47.570 ft)
- Vận tốc lên cao: 3.5 phút / 10.000 m (32.800 ft)

### Vũ khí
- 2× pháo 37 mm Nudelman N-37, 80 viên đạn mỗi súng